# Eldo Yoshimizu
Eldo Yoshimizu est un dessinateur-plasticien et mangaka japonais.
Il a été étudiant à l'Université des arts de Tokyo et sculpteur a réalisé de nombreuses œuvres dans l'espace public au Japon. Eldo est un amateur de Guido Crepax et qualifie sa veine éditoriale de gekiga. Il expose en France à Poitiers mais aussi publie ses œuvres : 
- Ryūko, deux tomes, Le Lézard noir ;
- Gamma Draconis ;
- Hen kai pan.

### Publication
- Ryuko tome 1, éditions Le Lézard noir, 2016, 256p.
- Ryuko tome 2, Le Lézard noir, 2018, 232p.
- Gamma Draconis, Le Lézard noir, scénario Benoist Simmat, 2020, 256p.
- Henkaipan, Le Lézard noir, trad. Sébastien Raizer, 2022, 192p.